# Euchlaena oponearia
Euchlaena oponearia là một loài bướm đêm trong họ Geometridae.